# Vasija

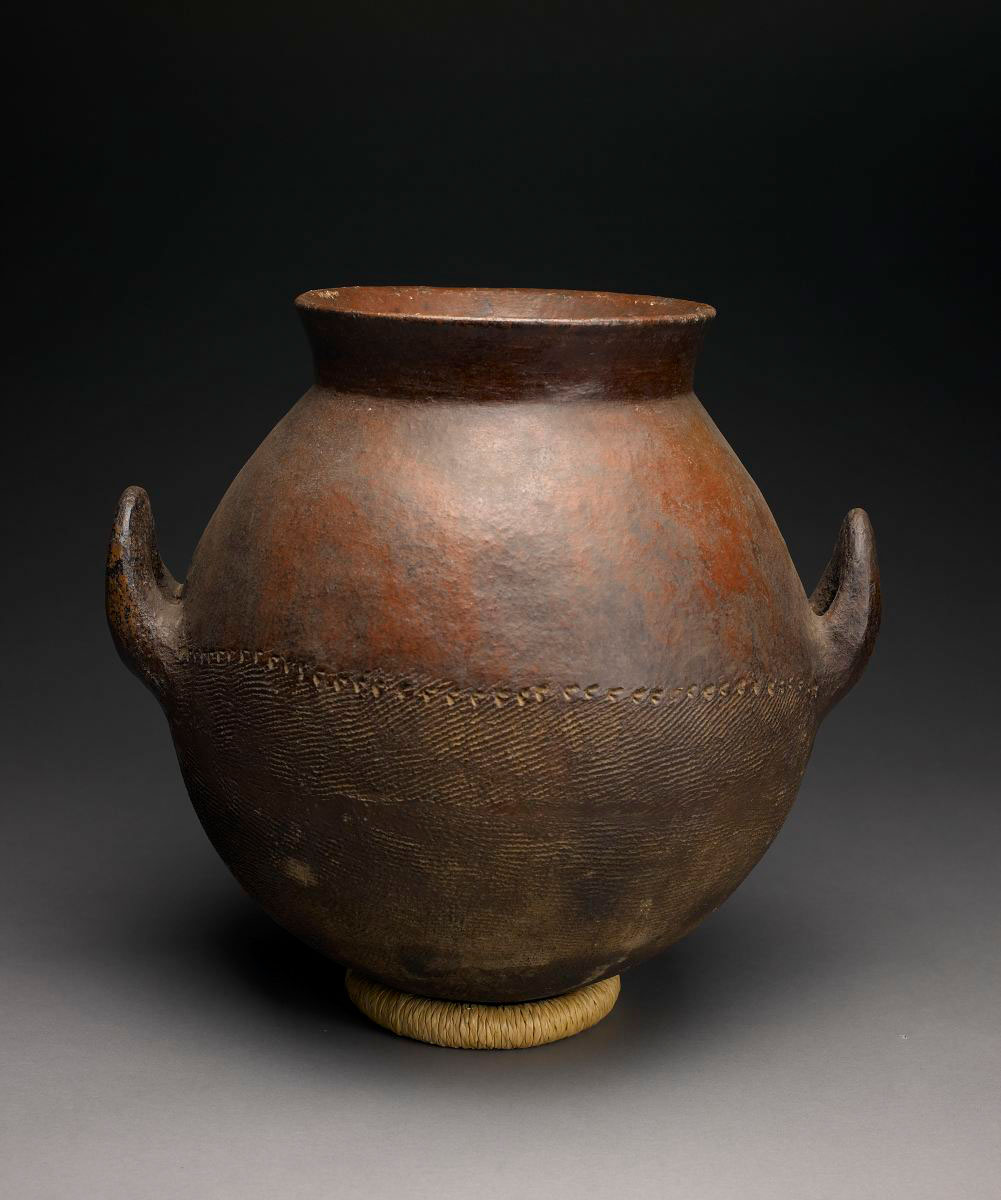
Vasija de arcilla cocida de la tribu Nuna de Burkina Faso, en el Museo de Birmingham.

Una vasija, como sinónimo de vaso o recipiente, es toda pieza cóncava, de diferentes tamaños y formas, y fabricada en distintos materiales, usada para albergar o manipular líquidos, alimentos y otros contenidos indeterminados. Su etimología es del término latino «vas» (vaso).

## Orígenes históricos

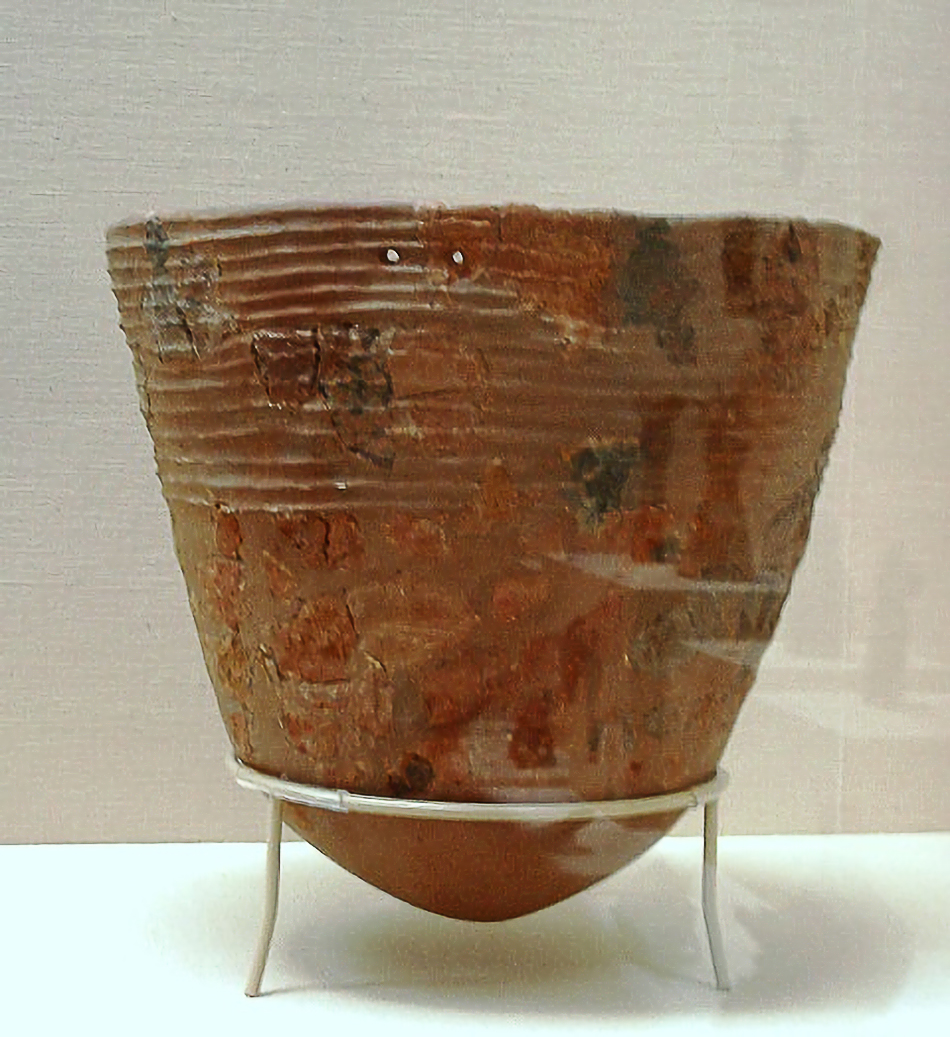
Vasija del período Jōmon (Japón) considerada de las más antiguas del mundo.

Las primeras vasijas han sido datadas unos diez mil años a. C.. El horneado como técnica de fabricación alfarera se documentó en Mesopotamia y Persia alrededor del 4000 a. C., y en Egipto a lo largo de los mil años siguientes.

## Simbolismo
Los egipcios, en su lenguaje jeroglífico, utilizaron la vasija como ideograma de los recipientes en general. En simbología morfológica expresa "el ámbito en el que se produce la mezcla de las fuerzas que originan al mundo material, representado visual y conceptualmente en la matriz de la hembra".

## Clasificación en arqueología
La ceramografía define a toda vasija de arcilla como "vaso capaz de contener algo"; líquidos como el agua,o el aceite; semilíquidos (como el garum o la miel); o sólidos, como granos diversos, aceitunas, frutos secos, etcétera.[cita requerida]
Las clasificaciones morfológicas pueden ser exhaustivas. Una evaluación elemental distingue formas simples y formas compuestas. Entre las primeras estarían las figuras geométricas de revolución, como el cilindro, el cono, la elipse y la esfera (además de las formas semiesféricas y las troncocónicas).
Existen asimismo otras pautas de clasificación y ordenamiento, en función de las técnicas y materiales empleados.[cita requerida]
- Vasija o vaso “campaniforme”: llamada así por su forma de campana invertida y con una antigüedad arqueológica de cinco mil años. Pieza emblemática que da nombre a la cultura del vaso campaniforme.
- Vasija tubular del tipo albarelo: recipiente alto y cilíndrico en forma de tarro, “bote” de uso tradicional en establecimientos botica.
- Cuenco y escudilla: vasijas troncales en la clasificación arqueológica, de boca ancha y origen prehistórico.
- Bacín,:definido en el Diccionario de la Real Academia Española entre las acepciones de “vaso”, como "vaso de barro vidriado, alto y cilíndrico" con las funciones de un orinal.

### Vasijas griegas
Entre las piezas griegas más emblemáticas con simbología religiosa funeraria se hallan:
- Larnax: vasija usada como sarcófago u osario, generalmente decorada con temas vegetales y toros, en las tumbas micénicas de las islas del mar Egeo, en particular Creta. Datadas entre el siglo XV y finales del XIII a. C.
- Lecito: vasija de cuerpo esbelto con pie, de cuello alargado y un asa. Especial para contener ungüento, aceite balsámico, como ofrenda para el difunto.
- Lutróforo: vasija alargada de tipo anfórico, con dos grandes asas adosadas al cuello y con pie.
- Crátera: recipiente con la parte superior acampanada, usado para mezclar el vino con agua en banquetes y ceremonias funerarias.
- Alabastrón: copa de pie con dos grandes asas que servía para beber el vino. Originaria de Corinto, se empleaba también para guardar perfumes u óleos para masaje.

Tipología
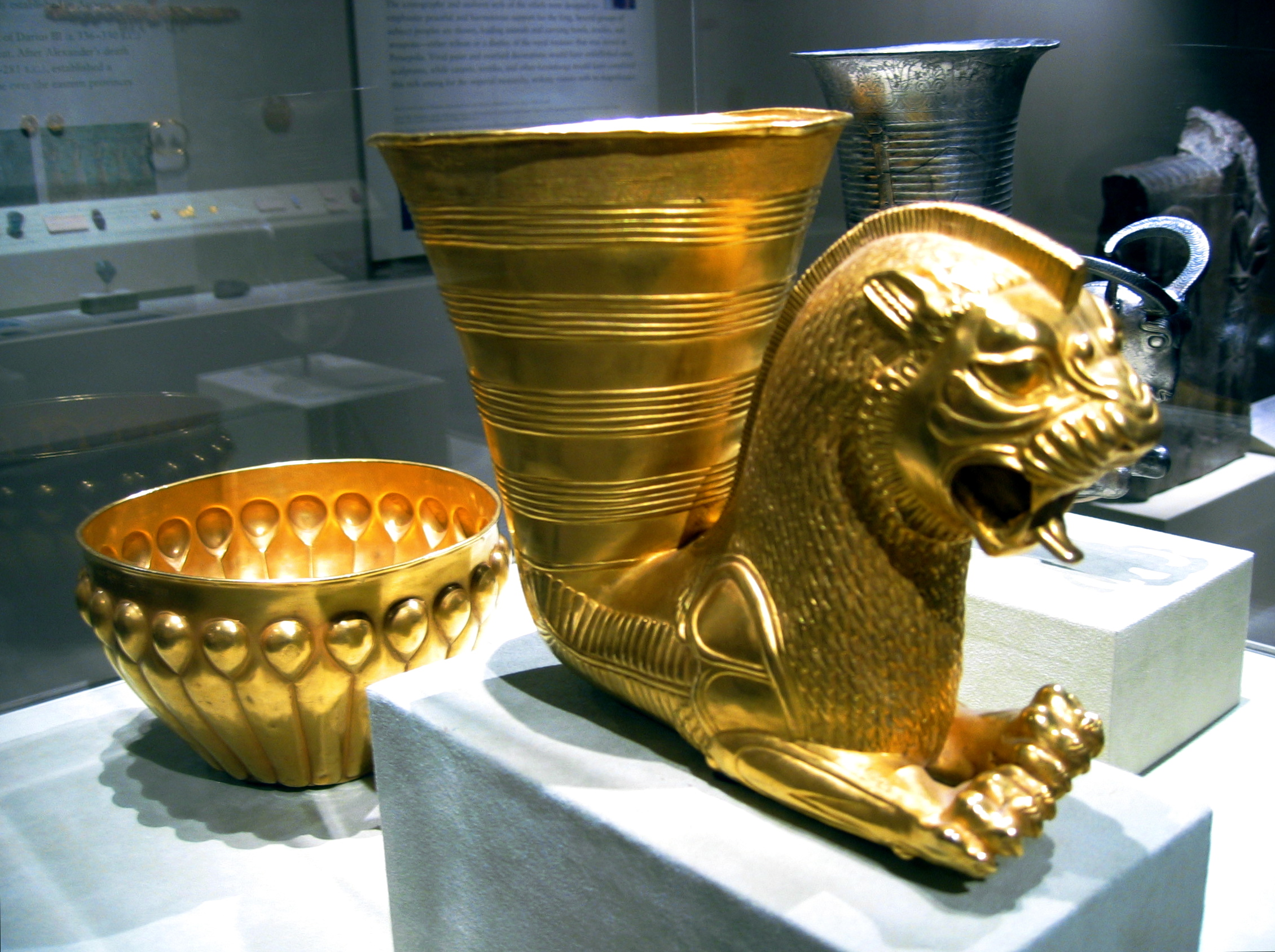
Vasija ceremonial aqueménida, siglo V a. C., en forma de cabeza de animal o de cuerno, con otras vasijas de oro y plata. Museo Metropolitano de Arte.
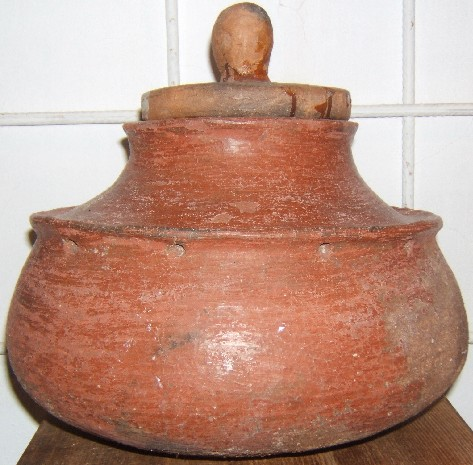
Bernegal de Chipude (Gomera-Canarias). Museo de cerámica de Chinchilla de Montearagón (Albacete).
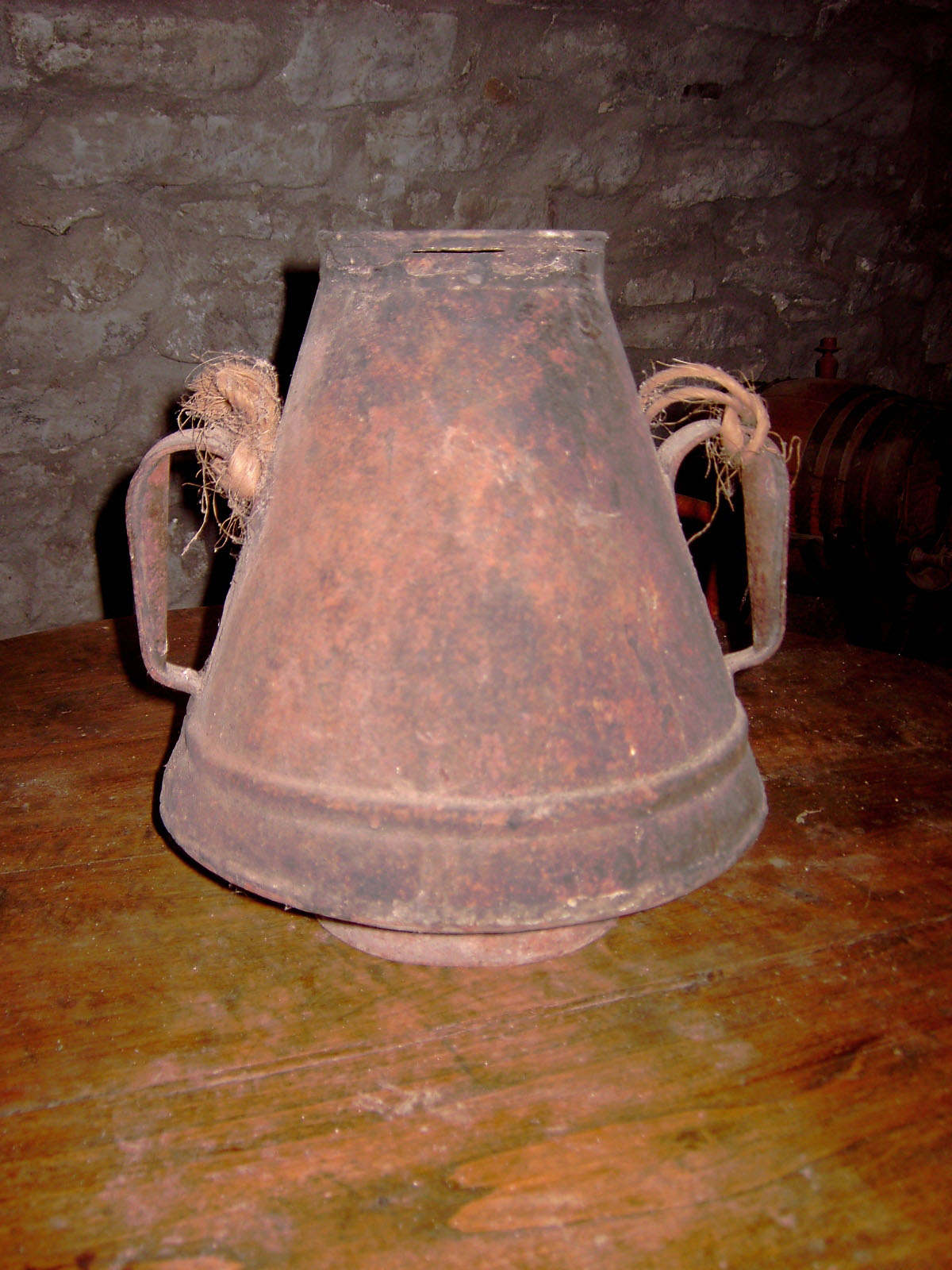
Cántaro de hierro del Alto Aragón, usado para contener aceite.
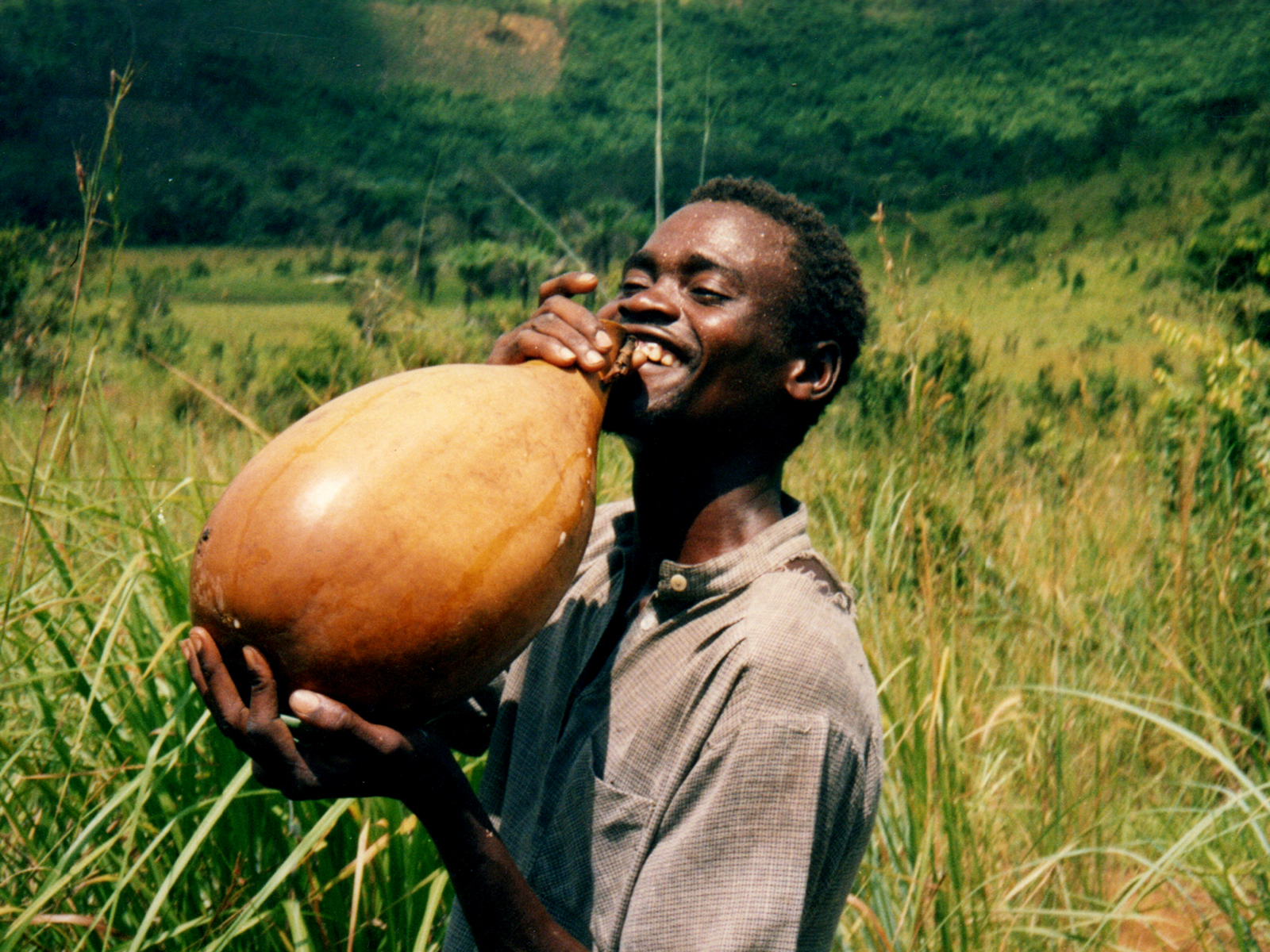
Calabaza utilizada como vasija. República Democrática del Congo.